# سورة القارعة
سورة القارعة هي سورة مكية، من المفصل، وسُميت بهذا الاسم، لأنها تقرع القلوب بهولها، آياتها 11، نزلت بعد سورة قريش، وقبل سورة القيامة، وترتيبها في المصحف 101، في الجزء الثلاثين، قبل التكاثر وبعد العاديات، بدأت باسم من أسماء يوم القيامة ﴿الْقَارِعَةُ ۝١﴾ [القارعة:1]، ولم يُذكر فيها لفظ الجلالة، نزلت بعد سورة قريش، ومن مقاصدها، أنها فصلت الحديث عن أهوال يوم القيامة، ليستعد الناس لاستقباله، بالإيمان والعمل الصالح، وهناك تناسب بينها وبين ما قبلها وبعدها، واشتملت على موضوع التخويف بأهوال القيامة، وعلى الرغم من قصرها وقلة عدد آياتها، إلا أن فيها صبغة من البلاغة، حيث التعبير الفني بما فيها من توظيف الاستفهام للتهويل والتكرار.

## التعريف بالسورة، وسبب تسميتها، ومكان نزولها، وترتيبها

### التعريف بالسورة
اتفقت المصاحف وكتب التفسير وكتب السنة على تسمية سورة القارعة بهذا الاسم، ولم يرد لها اسم سواه في المصاحف ومؤلفات التفسير وعلوم القرآن، وهي من السور التي فصلت الحديث عن أهوال يوم القيامة، لكي يستعد الناس لاستقباله، بالإيمان والعمل الصالح.

### سبب تسمية السورة
"وقد سمّيت هذه السورة بهذا الاسم، لقوله تعالى في أوّلها: ﴿الْقَارِعَةُ ۝١ مَا الْقَارِعَةُ ۝٢﴾ [القارعة:1–2]، ولأنها تقرع القلوب بهولها، ويدل على ذلك قول العرب: قرعتهم القارعة، وفقرتهم الفارقة، وذلك إذا حلَّ بهم أمر فظيع، وخطب جسيم، وقد جاء القرآن بهذا المعنى...، ولذا فقد تضمنت هذه اللفظة معنى القرع والهول واللطم، فهي تقرع القلوب بهولها، والأسماع بشدة صوتها، ومن هنا ناسب الافتتاح بها في هذه السورة.

### مكان نزول السورة
نزلت سورة القارعة بمكة، فهي من السور المكية بلا خلاف، لما روي عن ابن عباس: نزلت سورة القارعة بمكة، فهي تحمل خصائص السور المكية المعروفة.

### ترتيب نزول السورة
ونزلت سورة القارعة بعد سورة قريش، ونزلت سورة قريش بعد سورة التين، ونزلت سورة التين فيما بين الهجرة إلى الحبشة والإسراء، فيكون نزول سورة القارعة في ذلك التاريخ أيضاً.

## عدد آيات سورة القارعة وكلماتها وحروفها
عدد آياتها: (إحدى عشرة آية) في المصحف الكوفي، و(عشر آيات) في الحجازي، و(ثماني آيات) في البصري والشامي، واختلافهم في عدد ثلاث آيات: ﴿الْقَارِعَةُ ۝١﴾ [القارعة:1] الأولى، عدَّها الكوفي ولم يعدّها الباقون،﴿فَأَمَّا مَنْ ثَقُلَتْ مَوَازِينُهُ ۝٦﴾ [القارعة:6] و ﴿وَأَمَّا مَنْ خَفَّتْ مَوَازِينُهُ ۝٨﴾ [القارعة:8] لم يعدّها البصري والشامي، وعدَّها الباقون.
وعدد كلماتها: (ست وثلاثون كلمة).
وعدد حروفها: (مائة وخمسون حرفاً).

## مناسبة اسم السورة لموضوعها
المناسبة واضحة بين السورة وموضوعها، حيث إن اسم السورة (القرعة) ومعناها على الأشهر من أقوال المفسرين أنها اسم من أسماء يوم القيامة، وقد تحدثت السورة عن يوم القيامة وما يكون فيه؛ حيث "بينت السورة عاقبة المتقين الذين ثقلت حسناتهم، وعاقبة الكافرين الذين لا يقبل الله  منهم عملاً، وفي ذلك دعوة للإيمان والتقوى والعمل الصالح، كما أن فيها دعوة للتحرر من الكفر والفجور، وقال الرازي: "وكأنه يريد أن يبين لنا في قوله تعالى:﴿وَمَا أَدْرَاكَ مَا الْقَارِعَةُ ۝٣﴾ [القارعة:3]، أن قوارع الدنيا في جنب نار الآخرة، كأنها ليست بنار، ولذلك قال في آخر السورة:﴿نَارٌ حَامِيَةٌ ۝١١﴾ [القارعة:11].

## مناسبة اسم السورة لما قبلها وما بعدها
ختمت سورة (العاديات) بقوله تعالى:﴿أَفَلَا يَعْلَمُ إِذَا بُعْثِرَ مَا فِي الْقُبُورِ ۝٩ وَحُصِّلَ مَا فِي الصُّدُورِ ۝١٠ إِنَّ رَبَّهُمْ بِهِمْ يَوْمَئِذٍ لَخَبِيرٌ ۝١١﴾ [العاديات:9–11]، وفيها دعوة إلى الناس أن يحاسبوا أنفسهم في الدنيا، قبل يوم الحساب والجزاء في الآخرة..، وجاءت سورة القارعة تقرع الناس بهذا اليوم، يوم الجزاء، وتدعوهم إلى الحساب والجزاء، بعد أن أخذوا الفرصة الممكّنة لهم من حساب أنفسهم، وإعدادها لهذا اليوم، وقال جلال الدين السيوطي: "لما ختم الله سبحانه السورة السابقة بقوله: ﴿إِنَّ رَبَّهُمْ بِهِمْ يَوْمَئِذٍ لَخَبِيرٌ ۝١١﴾ [العاديات:11] فكأنه قيل: وما ذاك؟ فقال: هي (القارعة)، قال: وتقديره: ستأتيك القارعة على ما أخبرت عنه في قولي: ﴿إِذَا بُعْثِرَ مَا فِي الْقُبُورِ﴾ [العاديات:9].

## مناسبة اسم السورة لما بعدها
أما مناسبة سورة (القارعة) لما بعدها، وهي سورة التكاثر، فقد قال أبو جهفر الغرناطي: "لما تقدم ذكر القارعة وعظيم أهوالها، أعقب بذكر ما شغل وصد عن الاستعداد لها، وألهى عن ذكرها وهو التكاثر بالعدد والقربات والأهلين، أي، أن القارعة لما تحدثت عن القيامة وما فيها من جزاء، وختمت بذكر مآل الكافرين بوحدانيته ونعمه، جاءت سورة التكاثر معللة لما هو سبب للوقوع في عصيان الله ، قلَّ أو كثُر، وهي المكاثرة بملذات الدنيا، فالكافر بعبوديته لله إنما يتجرأ على ذلك لما رأى من عفو الله وعظيم عطائه له.

## المحتوى العام للسورة
- المشهد المعروض في السورة هو مشهد هول تتناول آثاره الناس والجبال، فيبدو الناس في ظله صغاراً ضئالاً على كثرتهم: فهم (كالفراش المبثوث) مستطارون مستخفون في حيرة الفراش الذي يتهافت على الهلاك، وهو لايملك لنفسه وجهة، ولا يعرف له هدفاً! وتبدو الجبال التي كانت ثابتة راسخة كالصوف المنفوش تتقاذفه الرياح وتعبث به حتى الأنسام! فمن تناسق التصوير أن تسمى القيامة بالقارعة، فيتسق الظل الذي يلقيه اللفظ، والجرس الذي تشترك فيه حروفه كلها، مع آثار القارعة في الناس والجبال سواء! وتلقي إيحاءها للقلب والمشاعر، تمهيداً لما ينتهي إليه المشهد من حساب وجزاء.
- اشتملت على التخويف بأهوال يوم القيامة، وهي تدور حول الموضوع نفسه، فقد ابتدأت بالحديث عن أهوال يوم القيامة وشدائدها، وانتشار الناس فيها من قبورهم كالفراش المتطاير.[6]
- واشتملت على إشارات إلى بعض أمارات الساعة، وهو نسف الجبال وجعلها كالصوف المندوف، مما يوجد الذعر والهلع والتأثر الشديد في قلوب الناس.
- واشتملت خاتمتها على الأخبار عن نصب موازين الحساب التي توزن بها أعمال الناس، فثقيل الميزان بالحسنات إلى الجنة، وخفيف الميزان بالسيئات إلى النار.
- ومشهد القارعة مشهد تطير له القلوب شعاعاً، وترتجف منه الأوصال ارتجافاً، ويحس السامع كأن كل شيء بتشبت به في الأرض قد طار حوله هباء! ثم تجيء الخاتمة للناس جميعا، فأمه هاوية هذه هي أم الذي خفت موازينه! أمه التي يفيء إلبها ويأوي! والأم عندها الأمن والراحة، فماذا هو واجد عند أمه هذه الهاوية النار الحامية، إنها مفاجأة تعبيرية تمثل الحقيقة القاسية![11]

## الغرض من السورة
- الغرض من هذه السورة إثبات وزن الأعمال يوم القيامة، فهي في سياق الترغيب والترهيب كسورة العاديات، ولهذا ذكرت بعدها.[8]
- بيان فضل الله لعباده، فقد قال الإمام الرازي: "ثم شرف أمته في سورة القارعة بأمور ثلاثة:

1. أولها: فمن ثقلت موازينه.
2. ثانيها: أنهم في عيشة راضية.
3. ثالثها: أنهم يرون أعداءهم في نار حامية.[6]

## خصائص السورة ومقاصدها

### خصائص السورة
- إن سورة القارعة افتتحت بقوله:﴿الْقَارِعَةُ ۝١ مَا الْقَارِعَةُ ۝٢ وَمَا أَدْرَاكَ مَا الْقَارِعَةُ ۝٣﴾ [القارعة:1–3]، ويُعد هذا الافتتاح من براعة الاستهلال الذي تميزت به هذه السورة، كما أن ذلك امتداد لما تميزت به كثير من السور في العهد المكي، وتمكن في هذا المقام لمناسبة مضمونه، في إظهار عظيم اليوم المتحدث عنه في هذه الآيات في صدر هذه السورة.[1]
- إن سورة القارعة من السور التي فصلت الحديث عن أهوال يوم القيامة، لكي يستعد الناس لاستقباله، بالإيمان والعمل الصالح.[4]
- لا يوجد سورة مبدوءة ولا مختومة بمثلما بدئت وختمت به سورة القارعة، ولا ناسخ ولا منسوخ فيها.[12]

### مقاصد السورة
1. تصوير مشاهد البعث الأولى، بكون الناس كالفراش المبثوث، والجبال كالعهن المنفوش، يقرر عقيدة البعث في النفوس ويوثقها، ويزرع الفزع في النفوس والقرع في القلوب، مما يحذو بالناس الاستعداد لذلك اليوم والعمل له.[5]
2. إثبات وزن الأعمال، ورجحان كفة المؤمن، وخفة كفة الفاجر، فيدخل السعداء الجنّة، والأشقياء يذهبون الى النار.[8]
3. تذكير الإنسان لضعفه في هذا اليوم (يوم القارعة)، بتذكر حال الفراش وطيشه في السورة، فالفراش والجراد من أضعف المخلوقات وكلاهما يذكرنا بالحال الذي سنكون عليه يوم القيامة، وتذكير الإنسان بعدم الاغترار بقوته، وذلك بتأمل حال الجبال الشامخة الصلدة التي تغدو كالصوف المنفوش الذي تطيره أضعف النسمات.[5]
4. إيضاح يوم الدين، بتصوير أحواله، وتقسيم الناس فيه، إلى ناج وهالك.[13]

## تفسير سورة القارعة
﴿الْقَارِعَةُ ۝١ مَا الْقَارِعَةُ ۝٢ وَمَا أَدْرَاكَ مَا الْقَارِعَةُ ۝٣﴾ [القارعة:1–3]، (القارعة): اسم من أسماء القيامة، لأنها تقرع القلوب بهولها، وقيل: هي النفخة في الصور لأنها تقرع الأسماع، وقال الجمهور: القارعة: القيامة نفسها، لأنها تقرع القلوب بهولها، فالمراد بها هنا: القيامة، ومبدؤها النفخة الأولى، ونهايتها: قضاء الله  بين خلقه، بحكمه العادل، وجزائه لكل فريق بما يستحقه من جنة أو نار، وسميت القيامة بذلك، كما سميت بالطامة، والصاخة، والحاقة، والغاشية ... إلخ- لأنها تقرع القلوب بأهوالها، وتجعل الأجرام العلوية والسفلية يصطك بعضها ببعض، فيحصل لها ما يحصل من تزلزل واضطراب وتقرع أعداء الله بالخزي والعذاب والنكال، كما قال : ﴿وَلَا يَزَالُ الَّذِينَ كَفَرُوا تُصِيبُهُمْ بِمَا صَنَعُوا قَارِعَةٌ﴾ [الرعد:31]، والاستفهام في قوله سبحانه: ﴿وَمَا أَدْرَاكَ مَا الْقَارِعَةُ ۝٣﴾ [القارعة:3] استفهام عن حقيقتها، والمقصود به التهويل من أمرها، والتفظيع من حالها، وتنبيه النفوس إلى ما يكون فيها من شدائد، تفزع لها القلوب فزعا لا تحيط العبارة بتصويره، ولا تستطيع العقول أن تدرك كنهه.
﴿يَوْمَ يَكُونُ النَّاسُ كَالْفَرَاشِ الْمَبْثُوثِ ۝٤﴾ [القارعة:4]: ولما ذكر سبحانه أن إدراك حقيقتها مما لا سبيل إليه، أخذ يعرف بزمانها الذي تكون فيه، وما يحدث للناس حينئذ من الأهوال فقال: ﴿يَوْمَ يَكُونُ النَّاسُ كَالْفَرَاشِ الْمَبْثُوثِ ۝٤﴾ [القارعة:4] الفراش: هو الحشرة التي تراها تترامى على ضوء السراج ليلا...، و(المبثوث): المفرق المنتشر، تقول بثثت الشيء: أي فرقته، أي إن الناس من هول ذلك اليوم يكونون منتشرين حيارى هائمين على وجوههم لا يدرون ماذا يفعلون، ولا ماذا يراد بهم كالفراش الذي يتجه إلى غير جهة واحدة، بل تذهب كل فراشة إلى جهة غير ما تذهب إليها الأخرى.
﴿وَتَكُونُ الْجِبَالُ كَالْعِهْنِ الْمَنْفُوشِ ۝٥﴾ [القارعة:5]: كالصوف المندوف في خفة سيرها وتبددها، حتى تستوي مع الأرض،﴿ثَقُلَتْ مَوَازِينُهُ﴾ [القارعة:6]: بأن رجحت حسناته على سيئاته، ﴿فَهُوَ فِي عِيشَةٍ رَاضِيَةٍ﴾ [القارعة:7]: ذات رضا أو مرضية لصاحبها في الجنة، ﴿خَفَّتْ مَوَازِينُهُ﴾ [القارعة:8]: بأن رجحت سيئاته على حسناته.
ويروى عن عيسى  أنّه سُئل فقيل له: ما بال الحسنة تثقل علينا والسيئة تخف علينا؟ فقال: «لأنّ الحسنة حضرت مرارتها وغابت حلاوتها، فلذلك ثقلت عليكم وعادت في مكروهكم، فلا يحملكم ثقلها على تركها، فإنّ بذلك ثقلت الموازين يوم القيامة، والسيئة حضرت حلاوتها، وغابت مرارتها فلذلك خفت عليكم وعادت في محبوبكم، ولا يحملكم عليها خفتها فإنّ بذلك خفت الموازين يوم القيامة».
﴿فَأُمُّهُ هَاوِيَةٌ﴾ [القارعة:9] المراد بالأم نفس الهاوية، وهي درك من أدراك النار، وهذا كما يقال للأرض: أم الناس لأنها تؤويهم، وكما قال عتبة بن أبي سفيان في الحرب: فنحن بنوها وهي أمنا، فجعل الله الهاوية أم الكافر لما كانت مأواه، وقال آخرون: هو تفاؤل بشر فيه تجوز في أم الولاد، كما قالوا: أمه ثاكل وخوى نجمه وهوى نجمه ونحو هذا.

## الإعراب في سورة القارعة
﴿الْقَارِعَةُ ۝١ مَا الْقَارِعَةُ ۝٢ وَمَا أَدْرَاكَ مَا الْقَارِعَةُ ۝٣﴾ [القارعة:1–3]، «الْقارِعَةُ» مبتدأ أو هي نعت لمنعوت، و(مَا) اسم استفهام تعظيمي في محل رفع مبتدأ، و (الْقارِعَةُ) خبرها، والجملة الاسمية خبر القارعة، «وَما» الواو حرف استئناف «ما» اسم استفهام مبتدأ «أَدْراكَ» ماض ومفعوله والفاعل مستتر والجملة الفعلية خبر ما والجملة الاسمية مستأنفة لا محل لها «مَا الْقارِعَةُ» مبتدأ وخبره والجملة سدت مسد مفعول أدراك الثاني.
﴿يَوْمَ يَكُونُ النَّاسُ كَالْفَرَاشِ الْمَبْثُوثِ ۝٤﴾ [القارعة:4]، «يَوْمَ» ظرف زمان «يَكُونُ النَّاسُ» مضارع ناقص واسمه «كَالْفَراشِ» خبر يكون «الْمَبْثُوثِ» صفة الفراش، والجملة في محل جر بالإضافة.
﴿وَتَكُونُ الْجِبَالُ كَالْعِهْنِ الْمَنْفُوشِ ۝٥﴾ [القارعة:5]: معطوفة على ما قبلها والإعراب واضح.
﴿فَأَمَّا مَنْ ثَقُلَتْ مَوَازِينُهُ ۝٦﴾ [القارعة:6]: الفاء مستأنفة، (أمَّا): حرف شرط وتفصيل، (مَنْ): موصول مبتدأ، (ثَقُلَتْ مَوازِينُهُ) ماض وفاعله والجملة صلة.
(فَهُوَ) الفاء رابطة لجواب (أما)، (هو) مبتدأ ثان، (فِي عِيشَةٍ) جار ومجرور، (راضية) نعت مجرور، وجملة (أما من ثقلت) استئنافية.
﴿وَأَمَّا مَنْ خَفَّتْ مَوَازِينُهُ ۝٨﴾ [القارعة:8]: معطوفة على ما قبلها والإعراب واضح، ﴿فَأُمُّهُ هَاوِيَةٌ﴾ [القارعة:9]: الفاء رابطة، ومبتدأ وخبره، والجملة الاسمية خبر المبتدأ.
والهاء في (هيه): هاء السكت، ومن أثبتها في الوصل أجرى مجرى الوقف، لئلا تختلف رءوس الآي، و (نار): خبر مبتدأ محذوف؛ أي هي نار حامية.

## اللغة والبلاغة في سورة القارعة

### اللغة في السورة
(الْقارِعَةُ) القيامة التي تقرع القلوب بأهوالها وفي المختار: "وقرع من باب قطع والقارعة الشديدة من شدائد الدهر وهي الداهية» وفي المصباح: «قرعت الباب قرعاً، بمعنى طرقته ونقرت عليه".
(الفراش) في القاموس: "والفراشة التي تهافت في السراج، والجمع فراش، ومن القفل ما ينشب فيه، وكل عظم رقيق، والماء القليل والرجل الخفيف وقرية بين بغداد والحلّة، وموضع بالبادية وعلم ودرب فراشة محله ببغداد، والفراش كسحاب: ما يبس بعد الماء من الطين على الأرض، ومن النبيذ الحبب الذي يبقى عليه، وعرقان أخضران تحت اللسان، والحديدتان يربط بهما العذران في اللجام، وبالكسر ما يفرش، والجمع فرش، وزوجة الرجل قيل ومنه وفرش مرفوعة وعش الطائر وموقع اللسان في قعر الفم. وقد خلط صاحب المنجد فمزج الفراشة والفراش في مادة واحدة وجعل من معاني الفراش الرجل الخفيف، وإنما هو فراشة. و(الْمَبْثُوثِ) المتفرق المنتشر يقال قد بسط فلان خيره وبثّه وبقّه إذا وسعه.
﴿كَالْعِهْنِ الْمَنْفُوشِ﴾ [القارعة:5] وواحدها: (العهنة) مثل: (الصوف) و (الصّوفة)، و(الْمَنْفُوشِ) اسم مفعول من النفش وهو- كما في القاموس- تشعيث الشيء بأصابعك حتى ينتشر كالتنفيش، والنفش بالتحريك الصوف، وعبارة ابن خالويه: «يقال: نفشت الصوف والقطن وسبّخته إذا نفشته وخففته كما يفعل النادف، ويقال: لقطع القطن وما يتساقط عند الندف السبيخة وجمعها سبائخ ويقال: سبخ الله عنك الحمّى أي خففها وسلها عنك ومن ذلك أن النبي ﷺ رأى عائشة تدعو على سارق سرقها فقال: «لا تسبّخي عنه بدعائك عليه».
وأما قوله: {ما هِيَهْ} بالهاء، فلأن السكت عليها بالهاء، لأنها رأس آية.

### البلاغة في السورة
فن التكرار: في قوله ﴿الْقَارِعَةُ ۝١ مَا الْقَارِعَةُ ۝٢ وَمَا أَدْرَاكَ مَا الْقَارِعَةُ ۝٣﴾ [القارعة:1–3]، فن التكرار والمراد به تهويل شأنها وتفخيم لفظاعتها، وقد تقدم بحثه كثيرا.
التشبيه المرسل المجمل: في قوله تعالى: ﴿يَوْمَ يَكُونُ النَّاسُ كَالْفَرَاشِ الْمَبْثُوثِ ۝٤﴾ [القارعة:4]، تشبيه رائع، حيث شبهوا في الكثرة والانتشار، والضعف والذلة، والمجيء والذهاب على غير نظام، والتطاير إلى الداعي من كل جهة، حين يدعوهم إلى المحشر، بالفراش المتفرق المتطاير، وكذلك في قوله تعالى: ﴿وَتَكُونُ الْجِبَالُ كَالْعِهْنِ الْمَنْفُوشِ ۝٥﴾ [القارعة:5]، حيث شبه الجبال بالصوف الملون بالألوان المختلفة المندوف، في تفرق أجزائها وتطايرها في الجو، حسبما نطق به قوله تعالى: ﴿وَتَرَى الْجِبَالَ تَحْسَبُهَا جَامِدَةً وَهِيَ تَمُرُّ مَرَّ السَّحَابِ﴾ [النمل:88].
وفي قوله تعالى: ﴿فَهُوَ فِي عِيشَةٍ رَاضِيَةٍ ۝٧﴾ [القارعة:7]، مجاز مرسل، لأن الذي يرضى بها الذي يعيش فيها، فهو مجاز مرسل علاقته المحلية، وقيل: راضية بمعنى مرضية.

## القراءات في سورة القارعة
في قوله تعالى: ﴿الْقَارِعَةُ ۝١ مَا الْقَارِعَةُ ۝٢﴾ [القارعة:1–2]، قرأ الجمهور بالرفع، وتوجيه القراءة على أنها مبتدأ وخبر، وذكر أبو حاتم عن أبي عمرو أنه كان يميل (الْقِارِعَةُ)، وأصحاب أبي عمرو لا يعرفون ذلك؛ لأن القارعة في موضع الرفع، والقراءة بفتح القاف.
وفي قوله تعالى: {أَدْرَاكَ}، قرأ أبو عمرو وشعبة وحمزة والكسائي وابن ذكوان بالإمالة محضة، وقرأ ورش بين بين، والباقون بالفتح.
وفي قوله تعالى: ﴿يَوْمَ يَكُونُ النَّاسُ كَالْفَرَاشِ الْمَبْثُوثِ ۝٤﴾ [القارعة:4]، قرأ الجمهور (يوم) بالنصب، الظرف نصب بمضمر دل عليه القارعة، وتوجيه القراءة، أي: أنها تقرع يوم يكون الناس.
وقرأ حمزة ويعقوب قوله تعالى: {مَا هِيَ} بحذف الهاء الساكنة وصلاً، وإثباتها وقفاً، وغيرهما بإثبتها في الحالين، وقال أبو منصور: الاختيار الوقف على (مَا هِيَهْ)؛ لأن الهاء مثبتة في المصاحف، فلا يجوز إسقاطها وأنت تجد إلى إثباتها سبيلا.

## المؤلفات في سورة (القارعة)
1. خصائص الخطاب المكي في سورة القارعة، للدكتور/ عبد العزيز بن صالح العمار، وهذا المؤلف عبارة عن بحث محكم، تم نشره في: مجلة الدراسات القرآنية، العدد (10)، سنة 1433هـ.
2. التناسق الموضوعي في السور القرآنية (سورة القراعة أنموذجاً)، د. عائشة محمد الغويل، مجلة الساتل العلمية المحكمة، العدد (23)، يونيو 2020م.
3. سورة القارعة، الباحثة: وصال عثمان عبد الرحيم محمد، كلية الشريعة والدراسات الإسلامية –جامعة قطر-، برنامج الماجستير في التفسير وعلوم القرآن.
4. سورة القارعة (دراسة تحليلية)، الباحثان: مريم محمد عبيد، وحسن سالم هبشان، مجلة: جامعة الشارقة للعلوم الشرعية والدراسات الإسلامية، المجلد 20، العدد (3).
5. الإيقاع الصوتي والتعبير الفني في سورة القارعة، حبيب داغري، مجلة الكلية الإسلامية الجامعة، الجزء الأول، العدد (75)، جمادي الآخر 1445ه.
6. البنية الصوتية ودلالتها في سورتي (الزلزلة والقارعة)، للباحثة: مروة عبد الباسط حميد، طالبة في الحكمة الجامعة الأهلية، وتم نشره في عدد خاص، سنة 2021م.
7. سورة القارعة –دراسة لغوية-، للباحثين: علاء جاسم، وحيدر عبد الزهرة معيوف، وهو بحث منشور في مجلة مركز دراسات الكوفة، وتم نشره في العدد (40)، سنة 2016م.
8. وحدة النسق في السورة القرآنية فوائدها وطرق دراستها، للباحث: رشيد حمداوي، بحث منشور في مجلة الإمام الشاطبي للدراسات القرآنية، وتم نشره في العدد (3)، سنة 1428ه.
9. البنية المقطعية في سورة القارعة (إيضاح لجمالية الإيقاع)، للباحث: خالد حوير الشمس، وهو بحث منشور في مجلة كلية التربية الأساسية –جامعة بابل-، وتم نشره في العدد (8)، سنة 2012م.
10. سورة القارعة – دراسة لغوية -، للباحث: علاء ناجي جاسم، بحث منشور في مجلة مركز دراسات الكوفة –مجلة فصلية محكمة-، وتم نشره في العدد (40)، سنة 2016م.

## وصلات خارجية
- سورة القارعة بقراءة مشاري بن راشد العفاسي
- سورة القارعة: تجويدا وتفسيرا - ( موقع Altafsir.com ).